# Monasterio del Arcángel Miguel de Panormitis
El Monasterio de San Miguel Arcángel de Panormitis es un centro monástico greco-ortodoxo bajo la advocación del Arcángel Miguel que está situado en la isla griega de Symi, en el archipiélago del Dodecaneso, en la metrópolis de Symi. Es uno de los lugares de culto más importantes dedicados al Arcángel Miguel entre las trece iglesias y monasterios de la isla.
Se encuentra en la parte sur de la isla, cerca de la localidad de Panormitis, frente a una cala con playa de arena blanca, protegida por una estrecha ensenada que se abre a un amplio puerto. Al dorso se observa una colina cubierta de pinos.

## Historia y descripción

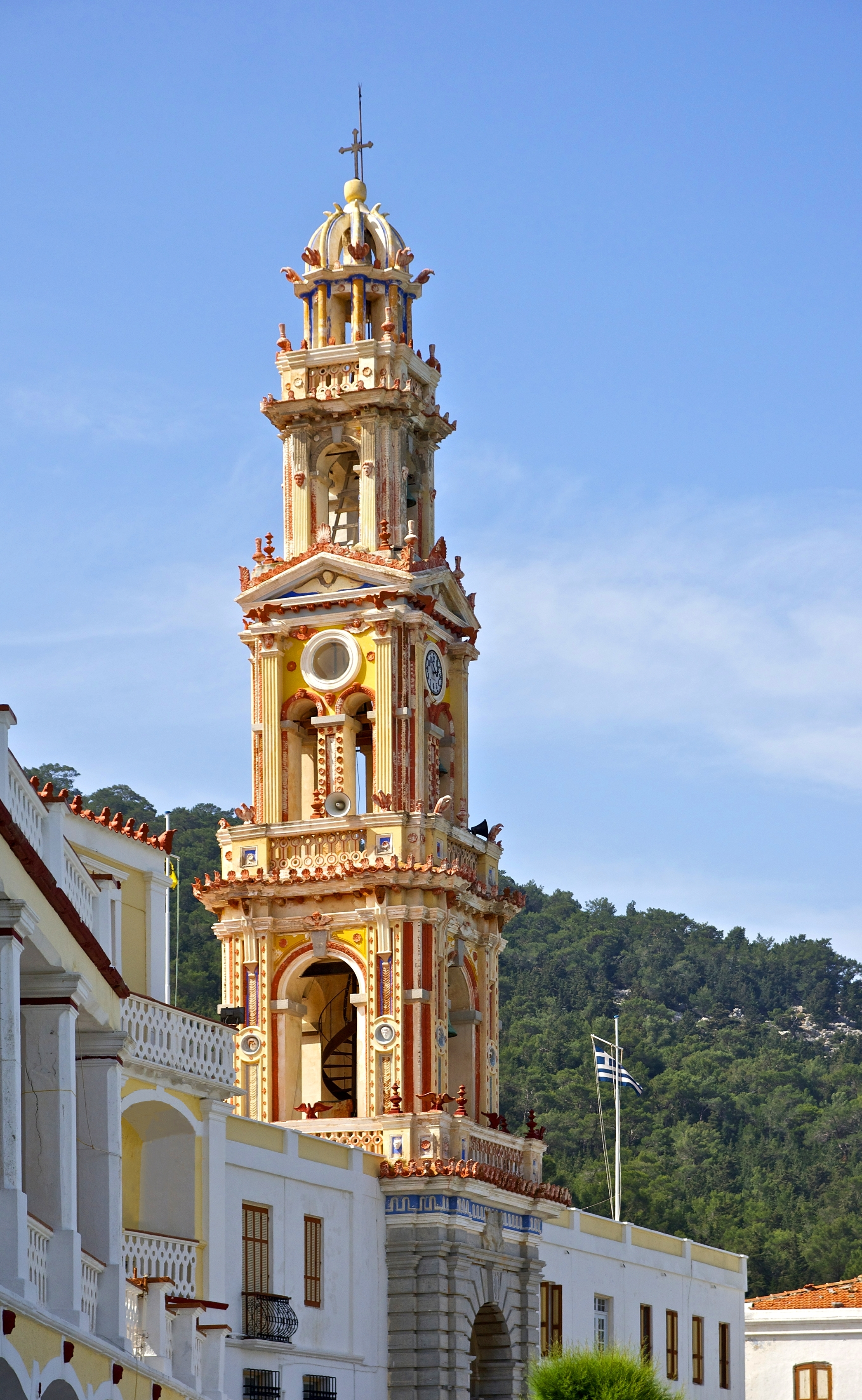
El campanario de la iglesia del monasterio de San Miguel Arcángel en Panormitis

Se desconoce la fecha histórica exacta de la construcción de la iglesia, pero los indicios existentes apunta a que fue levantada hacia el año 450 d. C. sobre el lugar ocupado por un antiguo templo dedicado al dios Apolo. Es cierto, sin embargo, que la iglesia actual sufrió una profunda restauración en el siglo XVIII, alcanzando su nivel actual. El campanario fue construido en 1911.

### El exterior
El monasterio es un amplio edificio de estilo veneciano cuya entrada se remata con un largo campanario barroco. La fachada de la estructura principal es de color blanco y se extiende a lo largo de la costa a ambos lados de la entrada principal. Las dos filas de edificios fueron construidas por los italianos tras la Segunda Guerra Mundial y contienen apartamentos que pueden ser alquilados por turistas.

### El interior
Dentro del monasterio hay un amplio patio pavimentado adornado con árboles y plantas exóticas. La iglesia se sitúa a la izquierda del patio y contiene una efigie de dos metros de altura recubierto de pan de plata, representando al arcángel Miguel. Todo el interior de la iglesia está cubierto de imágenes (de particular interés es el mural del fondo, que representa La caída de los ángeles) y está decorado con elaborados candelabros.

### El icono del Arcángel Miguel de Panormitis
En la iglesia se venera la famosa efigie del Arcángel Miguel de Panormitis, considerado al mismo tiempo como el santo patrón de la isla y protector de los marineros de todo el Dodecaneso.

### Museos y bibliotecas
El monasterio hospeda dos museos. En uno se expone una rica colección de arte religioso con pontificales, objetos litúrgicos, iconos de plata, epitafios rusos y maquetas de barcos exvotos de ultramar. En el otro se exponen elementos del folclore local relacionados con la pesca, la agricultura y el pastoreo.
Existe también una biblioteca de manuscritos bizantinos y ediciones de contenido eclesiástico, histórico y filológico, así como una galería de pinturas de paisajes y del monasterio y sus dos capillas. También hay un monumento conmemorativo a un antiguo abad, dos monjes y dos profesores ejecutados en 1944 por mantener un enlace de radio clandestino con comandos británicos.

### Transporte
La hospedería del monasterio tiene una capacidad máxima para 500 personas. Se puede llegar por mar mediante transbordadores o en embarcaciones de recreo, mientras que está conectada con los demás pueblos de la isla de Symi por carreteras. La distancia desde la principal localidad de la isla toma cerca de seis horas a pie o aproximadamente media hora en transporte público.